# Systematik der Pilze

Systematik der Pilze nach Spatafora et al. 2016. Mehrere kleinere Gruppen wurden weggelassen. In der vorliegenden Systematik werden die hier abgebildete Unterabteilung Glomeromucotina noch als Klasse Glomeromycetes angesehen.

Die Systematik der Pilze listet alle Taxa der Pilze bis zur Ebene der Ordnung. Die vorliegende Systematik folgt der 2007 im Rahmen des Projekts „Assembling the Fungal Tree of Life“ veröffentlichten Version, die von 67 Wissenschaftlern erarbeitet wurde bzw. späteren Ausführungen. Spätere Beschreibungen von Ordnungen oder Klassen werden angegeben (siehe Einzelnachweise).

## Systematische Gliederung
- Unterreich Aphelidiomyceta[3][4]
  - Abteilung Aphelidiomycota
    - Unterabteilung Aphelidiomycotina
      - Klasse Aphelidiomycetes
- Unterreich Basidiobolomyceta[3][4]
  - Abteilung Basidiobolomycota
    - Unterabteilung Basidiobolomycotina
      - Klasse Basidiobolomycetes
- Unterreich Blastocladiomyceta[3]
  - Abteilung Blastocladiomycota[5]
    - Unterabteilung Blastocladiomycotina
      - Klasse Blastocladiomycetes
        - Ordnung Blastocladiales
        - Ordnung Callimastigales
        - Ordnung Catenomycetales

      - Klasse Physodermatomycetes
        - Ordnung Physodermatales

  - Abteilung Sanchytriomycota
    - Unterabteilung Sanchytriomycotina
      - Klasse Sanchytriomycetes
- Unterreich Chytridiomyceta[3][4]
  - Abteilung Töpfchenpilze Chytridiomycota
    - Unterabteilung Chytridiomycotina
      - Klasse Caulochytriomycetes
      - Klasse Chytridiomycetes
        - Ordnung Chytridiales
        - Ordnung Rhizophydiales
        - Ordnung Spizellomycetales

      - Klasse Cladochytriomycetes
      - Klasse Mesochytriomycetes
      - Klasse Lobulomycetes
      - Klasse Polychytriomycetes
      - Klasse Rhizophlyctidomycetes
      - Klasse Rhizophydiomycetes
      - Klasse Spizellomycetes
      - Klasse Synchytriomycetes

  - Abteilung Monoblepharomycota
    - Unterabteilung Monoblepharomycotina
      - Klasse Hyaloraphidiomycetes
      - Klasse Monoblepharidomycetes
        - Ordnung Monoblepharidales

  - Abteilung Neocallimastigomycota
    - Unterabteilung Neocallimastigomycotina
      - Klasse Neocallimastigomycetes
        - Ordnung Neocallimastigales

- Unterreich Dikarya
  - Abteilung Schlauchpilze – Ascomycota
    - Unterabteilung Taphrinomycotina[5]
      - Klasse Taphrinomycetes
        - Ordnung Taphrinales

      - Klasse Neolectomycetes
        - Ordnung Schlauchkeulenartige – Neolectales

      - Klasse Pneumocystidomycetes
        - Ordnung Pneumocystidales

      - Klasse Schizosaccharomycetes
        - Ordnung Schizosaccharomycetales

      - Klasse Archaeorhizomycetes[6]
        - Ordnung Archaeorhizomycetales

      - Klasse Novakomycetes[7]
        - Ordnung Novakomycetales

    - Unterabteilung Saccharomycotina
      - Klasse Saccharomycetes
        - Ordnung Echte Hefen – Saccharomycetales

    - Unterabteilung Echte Schlauchpilze – Pezizomycotina
      - Klasse Arthoniomycetes
        - Ordnung Arthoniales
        - Ordnung Lichenostigmatales[8]

      - Klasse Candelariomycetes[9]
        - Unterklasse Candelariomycetidae
          - Ordnung Candelariales

      - Klasse Coniocybomycetes[8]
        - Ordnung Coniocybales

      - Klasse Dothideomycetes
        - Unterklasse Dothideomycetidae[10]
          - Ordnung Rußtaupilzartige – Capnodiales
          - Ordnung Dothideales
          - Ordnung Myriangiales
          - Ordnung Trypetheliales[11]

        - Unterklasse Pleosporomycetidae
          - Ordnung Asterinales[11]
          - Ordnung Coniosporiales[11]
          - Ordnung Eremomycetales[12]
          - Ordnung Gloniales[12]
          - Ordnung Hysteriales[10]
          - Ordnung Lineolatales[11]
          - Ordnung Microthyriales
          - Ordnung Mytilinidiales[13]
          - Ordnung Patellariales
          - Ordnung Phaeotrichales
          - Ordnung Pleosporales
          - Ordnung Venturiales[11]

        - keiner Unterklasse zugeordnet – incertae sedis[8][14]
          - Ordnung Abrothallales
          - Ordnung Acrospermales
          - Ordnung Aulographales[11]
          - Ordnung Botryosphaeriales
          - Ordnung Catinellales
          - Ordnung Collemopsidiales
          - Ordnung Dyfrolomycetales
          - Ordnung Eremithallales
          - Ordnung Jahnulales[10][12]
          - Ordnung Kirschsteiniotheliales
          - Ordnung Lembosinales[12]
          - Ordnung Lichenotheliales
          - Ordnung Minutisphaerales
          - Ordnung Monoblastiales
          - Ordnung Murramarangomycetales[12]
          - Ordnung Muyocopronales
          - Ordnung Natipusillales
          - Ordnung Parmulariales[12]
          - Ordnung Stigmatodiscales[15]
          - Ordnung Strigulales
          - Ordnung Superstratomycetales
          - Ordnung Tubeufiales
          - Ordnung Valsariales[16]
          - Ordnung Zeloasperisporiales

      - Klasse Eurotiomycetes[8][12]
        - Unterklasse Chaetothyriomycetidae
          - Ordnung Chaetothyriales
          - Ordnung Phaeomoniellales
          - Ordnung Pyrenulales
          - Ordnung Verrucariales

        - Unterklasse Coryneliomycetidae[8][12]
          - Ordnung Coryneliales

        - Unterklasse Eurotiomycetidae
          - Ordnung Arachnomycetales
          - Ordnung Eurotiales
          - Ordnung Onygenales

        - Unterklasse Mycocaliciomycetidae
          - Ordnung Mycocaliciales

        - Unterklasse Sclerococcomycetidae[8][12]
          - Ordnung Sclerococcales

      - Klasse Geoglossomycetes[17]
        - Ordnung Erdzungenartige – Geoglossales[17]

      - Klasse Laboulbeniomycetes
        - Ordnung Herpomycetales[12]
        - Ordnung Laboulbeniales
        - Ordnung Pyxidiophorales

      - Klasse Lecanoromycetes[8]
        - Unterklasse Acarosporomycetidae
          - Ordnung Acarosporales

        - Unterklasse Lecanoromycetidae
          - Ordnung Caliciales
          - Ordnung Lecanorales
          - Ordnung Lecideales
          - Ordnung Leprocaulales
          - Ordnung Peltigerales
          - Ordnung Rhizocarpales
          - Ordnung Sporastatiales
          - Ordnung Teloschistales

        - Unterklasse Ostropomycetidae[8]
          - Ordnung Baeomycetales
          - Ordnung Graphidales
          - Ordnung Gyalectales
          - Ordnung Ostropales im engeren Sinne
          - Ordnung Pertusariales
          - Ordnung Sarrameanales
          - Ordnung Schaereriales
          - Ordnung Thelenellales

        - Unterklasse Umbilicariomycetidae[8]
          - Ordnung Umbilicariales

        - keiner Unterklasse zugeordnet – incertae sedis[12]
          - Ordnung Micropeltidales
          - Ordnung Turquoiseomycetales

      - Klasse Leotiomycetes[7]
        - Ordnung Chaetomellales
        - Ordnung Helotiales
        - Ordnung Lahmiales
        - Ordnung Lauriomycetales
        - Ordnung Leotiales
        - Ordnung Marthamycetales
        - Ordnung Medeolariales
        - Ordnung Micraspidales
        - Ordnung Phacidiales[18]
        - Ordnung Runzelschorfartige – Rhytismatales
        - Ordnung Thelebolales

      - Klasse Lichinomycetes
        - Ordnung Lichinales

      - Klasse Orbiliomycetes
        - Ordnung Knopfbecherchenartige – Orbiliales

      - Klasse Pezizomycetes
        - Ordnung Becherlingsartige – Pezizales

      - Klasse Sordariomycetes[19][7][5]
        - Unterklasse Diaporthomycetidae[19][5]
          - Ordnung Annulatascales
          - Ordnung Atractosporales
          - Ordnung Barbatosphaeriales
          - Ordnung Calosphaeriales
          - Ordnung Cancellidiales
          - Ordnung Ceratolentales
          - Ordnung Conlariales
          - Ordnung Diaporthales
          - Ordnung Distoseptisporales
          - Ordnung Jobellisiales
          - Ordnung Magnaporthales[20]
          - Ordnung Myrmecridiales
          - Ordnung Ophiostomatales
          - Ordnung Pararamichloridiales
          - Ordnung Phomatosporales
          - Ordnung Rhamphoriales
          - Ordnung Sporidesmiales
          - Ordnung Thyridiales[21]
          - Ordnung Tirisporellales
          - Ordnung Togniniales
          - Ordnung Xenospadicoidales

        - Unterklasse Lulworthiomycetidae[19]
          - Ordnung Lulworthiales
          - Ordnung Koralionastetales

        - Unterklasse Pisorisporiomycetidae
          - Ordnung Pisorisporiales[8]

        - Unterklasse Savoryellomycetidae[22]
          - Ordnung Conioscyphales
          - Ordnung Fuscosporellales
          - Ordnung Pleurotheciales
          - Ordnung Savoryellales

        - Unterklasse Hypocreomycetidae[22]
          - Ordnung Coronophorales (= Melanosporales + Parasympodiellales)
          - Ordnung Falcocladiales
          - Ordnung Glomerellales
          - Ordnung Krustenkugelpilzartige – Hypocreales
          - Ordnung Microascales (inklusive Holosphaeriales)
          - Ordnung Torpedosporales

        - Unterklasse Sordariomycetidae
          - Ordnung Boliniales
          - Ordnung Cephalothecales
          - Ordnung Chaetosphaeriales
          - Ordnung Coniochaetales (=Cordanales)
          - Ordnung Meliolales
          - Ordnung Phyllachorales
          - Ordnung Pinibarreniales
          - Ordnung Planisphaeriales
          - Ordnung Pseudodactylariales
          - Ordnung Sordariales
          - Ordnung Tracyllalales
          - Ordnung Vermiculariopsiellales

        - Unterklasse Xylariomycetidae
          - Ordnung Amphisphaeriales
          - Ordnung Delonicicolales
          - Ordnung Holzkeulenartige – Xylariales

        - keiner Unterklasse zugeordnet – incertae sedis
          - Ordnung Amplistromatales
          - Ordnung Catabotryales
          - Ordnung Spathulosporales
          - Ordnung Xenodactylariales[23]

      - Klasse Xylonomycetes[8]
        - Ordnung Xylonomycetales

      - Klasse Xylobotryomycetes[9]
        - Ordnung Xylobotryales

  - Abteilung Ständerpilze – Basidiomycota
    - Unterabteilung Pucciniomycotina
      - Klasse Pucciniomycetes
        - Ordnung Septobasidiales
        - Ordnung Pachnocybales
        - Ordnung Helicobasidiales
        - Ordnung Platygloeales
        - Ordnung Rostpilze – Pucciniales

      - Klasse Cystobasidiomycetes
        - Ordnung Cystobasidiales
        - Ordnung Erythrobasidiales
        - Ordnung Naohideales

      - Klasse Agaricostilbomycetes
        - Ordnung Agaricostilbales
        - Ordnung Spiculogloeales

      - Klasse Microbotryomycetes
        - Ordnung Heterogastridiales
        - Ordnung Microbotryales
        - Ordnung Leucosporidiales
        - Ordnung Sporidiobolales

      - Klasse Atractiellomycetes
        - Ordnung Atractiellales

      - Klasse Classiculomycetes
        - Ordnung Classiculales

      - Klasse Mixiomycetes
        - Ordnung Mixiales

      - Klasse Cryptomycocolacomycetes
        - Ordnung Cryptomycocolacales

    - Unterabteilung Ustilaginomycotina
      - Klasse Ustilaginomycetes
        - Ordnung Urocystales
        - Ordnung Brandpilzartige – Ustilaginales

      - Klasse Exobasidiomycetes
        - Ordnung Doassansiales
        - Ordnung Entylomatales
        - Ordnung Nacktbasidienartige – Exobasidiales
        - Ordnung Georgefischeriales
        - Ordnung Microstromatales
        - Ordnung Tilletiales

      - Klasse Malasseziomycetes[24]
        - Ordnung Malasseziales

      - Klasse Moniliellomycetes[24]
        - Ordnung Moniliellales

    - Unterabteilung Agaricomycotina
      - Klasse Tremellomycetes[25]
        - Ordnung Cystofilobasidiales
          - Familie Cystofilobasidiaceae[25]
          - Familie Mrakiaceae[25]

        - Ordnung Filobasidiales
          - Familie Filobasidiaceae[25]
          - Familie Piskurozymaceae[25]

        - Ordnung Holtermanniales[25]
        - Ordnung Zitterlingsartige – Tremellales[26]
          - Familie Bulleribasidiaceae[25]
          - Familie Carcinomycetaceae[25]
          - Familie Cryptococcaceae[25]
          - Familie Cuniculitremaceae
          - Familie Naemateliaceae[25]
          - Familie Phaeotremellaceae[25]
          - Familie Phragmoxenidiaceae
          - Familie Rhynchogastremataceae
          - Familie Pustelgallertpilzverwandte – Sirobasidiaceae[25]
          - Familie Wachskrustenschwammverwandte – Tetragoniomycetaceae
          - Familie Zitterlingsverwandte – Tremellaceae[25]
          - Familie Trimorphomycetaceae[25]

        - Ordnung Trichosporonales[25]
          - Familie Trichosporonaceae[25]

      - Klasse Dacrymycetes
        - Ordnung Gallerttränenartige – Dacrymycetales[26]
          - Familie Gallerttränenverwandte – Dacrymycetaceae

      - Klasse Agaricomycetes
        - Unterklasse Agaricomycetidae
          - Ordnung Champignonartige – Agaricales[26]
            - Familie Champignonverwandte – Agaricaceae
            - Familie Wulstlingsverwandte – Amanitaceae
            - Familie Amylogewebehautverwandte – Amylocorticiaceae
            - Familie Mistpilzverwandte – Bolbitiaceae
            - Familie Broomeiaceae
            - Familie Keulchenverwandte – Clavariaceae
            - Familie Schleierlingsverwandte – Cortinariaceae
            - Familie Crassisporiaceae[12]
            - Familie Stummelfüßchenverwandte – Crepidotaceae[12]
            - Familie Fingerhutverwandte – Cyphellaceae
            - Familie Duftschichtpilzverwandte – Cystostereaceae
            - Familie Rötlingsverwandte – Entolomataceae
            - Familie Leberreischlingsverwandte – Fistulinaceae
            - Familie Gigaspermaceae
            - Familie Hemigasteraceae
            - Familie Heidetrüffelverwandte – Hydnangiaceae
            - Familie Schnecklingsverwandte – Hygrophoraceae
            - Familie Hymenogastraceae[12]
            - Familie Risspilzverwandte – Inocybaceae
            - Familie Limnoperdaceae
            - Familie Raslingsverwandte – Lyophyllaceae
            - Familie Schwindlingsverwandte – Marasmiaceae
            - Familie Helmlingsverwandte – Mycenaceae
            - Familie Niaceae
            - Familie Omphalotaceae[27]
            - Familie Korkstäublingsverwandte – Phelloriniaceae
            - Familie Physalacriaceae
            - Familie Seitlingsverwandte – Pleurotaceae
            - Familie Dachpilzverwandte – Pluteaceae
            - Familie Porotheleaceae[12]
            - Familie Mürblingsverwandte – Psathyrellaceae
            - Familie Pseudoclitocybaceae[12]
            - Familie Borstenkorallenverwandte – Pterulaceae
            - Familie Spaltblättlingsverwandte – Schizophyllaceae
            - Familie Squamanitaceae[28]
            - Familie Stephanosporaceae[12]
            - Familie Träuschlingsverwandte – Strophariaceae
            - Familie Ritterlingsverwandte – Tricholomataceae
            - Familie Fadenkeulchenverwandte – Typhulaceae
            - keiner Familie zugeordnet – incertae sedis[12]
              - Gattung Weichritterlinge – Melanoleuca

          - Ordnung Gewebehautartige – Atheliales
            - Familie Gewebehautverwandte – Atheliaceae

          - Ordnung Dickröhrlingsartige – Boletales[29][30]
            - Unterordnung Boletineae
              - Familie Dickröhrlingsverwandte – Boletaceae (Systematische Neuordnung nach Wu u. a. 2014[31])
                - Unterfamilie Boletoideae
                  - Gattung Afroboletus
                  - Gattung Alessioporus
                  - Gattung Dickröhrlinge – Boletus
                  - Gattung Imleria
                  - Gattung Porphyrröhrlinge – Porphyrellus
                  - Gattung Pulchroboletus
                  - Gattung Strubbelkopfröhrlinge – Strobilomyces
                  - Gattung Gallenröhrlinge – Tylopilus
                  - Gattung Xanthoconium
                  - Gattung Rotfußröhrlinge – Xerocomellus

                - Unterfamilie Austroboletoideae
                  - Gattung Austroboletus
                  - Gattung Bothia
                  - Gattung Fistulinella
                  - Gattung Mucilopilus
                  - Gattung Pseudoaustroboletus
                  - Gattung Solioccasus
                  - Gattung Veloporphyrellus

                - Unterfamilie Leccinoideae
                  - Gattung Borofutus
                  - Gattung Bergtrüffeln – Chamonixia
                  - Gattung Leccinellum
                  - Gattung Leccinum
                  - Gattung Laubtrüffeln – Octaviania
                  - Gattung Retiboletus
                  - Gattung Rossbeevera
                  - Gattung Spongiforma

                - Unterfamilie Xerocomoideae
                  - Gattung Goldporröhrlinge – Aureoboletus
                  - Gattung Rippensporröhrlinge – Boletellus
                  - Gattung Corneroboletus
                  - Gattung Heimioporus
                  - Gattung Hemileccinum
                  - Gattung Blätterröhrlinge – Phylloporus
                  - Gattung Sinoboletus
                  - Gattung Filzröhrlinge – Xerocomus

                - Unterfamilie Zangioideae
                  - Gattung Australopilus
                  - Gattung Harrya
                  - Gattung Royungia
                  - Gattung Zangia

                - Unterfamilie Chalciporoideae
                  - Gattung Holzröhrlinge – Buchwaldoboletus
                  - Gattung Zwergröhrlinge – Chalciporus
                  - Gattung Rubinoboletus

                - Pulveroboletus-Gruppe (statistisch nicht abgesichertes Aggregat)
                  - Gattung Butyriboletus
                  - Gattung Caloboletus
                  - Gattung Crocinoboletus
                  - Gattung Cyanoboletus
                  - Gattung Gymnogaster
                  - Gattung Neoboletus
                  - Gattung Pulverröhrlinge – Pulveroboletus
                  - Gattung Rubroboletus
                  - Gattung Suillellus
                  - Gattung Sutorius

                - Gattung Scheinröhrlinge – Pseudoboletus

              - Familie Diplocystaceae (andere Schreibweise: Diplocystidiaceae)[32]
              - Familie Wabentrüffelverwandte – Leucogastraceae

            - Unterordnung Coniophorineae
              - Familie Braunsporrindenpilzverwandte – Coniophoraceae
              - Familie Afterleistlingsverwandte – Hygrophoropsidaceae
              - Familie Hausschwammverwandte – Serpulaceae

            - Unterordnung Paxillineae
              - Familie Grüblingsverwandte – Gyrodontaceae
              - Familie Kremplingsverwandte – Paxillaceae

            - Unterordnung Sclerodermatineae
              - Familie Wettersternverwandte – Astraeaceae
              - Familie Boletinellaceae
              - Familie Calostomataceae
              - Familie Blassporröhrlingverwandte – Gyroporaceae
              - Familie Erbsenstreulingsverwandte – Pisolithaceae
              - Familie Kartoffelbovistverwandte – Sclerodermataceae

            - Unterordnung Suillineae
              - Familie Schmierlingsverwandte – Gomphidiaceae
              - Familie Wurzeltrüffelverwandte – Rhizopogonaceae
              - Familie Schmierröhrlingsverwandte – Suillaceae
              - Familie Truncocolumellaceae

            - Unterordnung Tapinellineae[29]
              - Familie Holzkremplingsverwandte – Tapinellaceae

        - Unterklasse Phallomycetidae[33]
          - Ordnung Erdsternartige – Geastrales
            - Familie Erdsternverwandte – Geastraceae
            - Familie Einsenkstäublingsverwandte – Pyrenogastraceae
            - Familie Harttrüffelverwandte – Sclerogastraceae
            - Familie Kugelschnellerverwandte – Sphaerobolaceae

          - Ordnung Schweinsohrartige – Gomphales
            - Familie Riesenkeulenverwandte – Clavariadelphaceae
            - Familie Morcheltrüffelverwandte – Gautieriaceae
            - Familie Schweinsohrverwandte – Gomphaceae
            - Familie Byssuskeulenverwandte – Lentariaceae

          - Ordnung Schwanztrüffelartige – Hysterangiales[26]
            - Familie Gallaceaceae
            - Familie Schwanztrüffelverwandte – Hysterangiaceae
            - Familie Mesophelliaceae
            - Familie Sackbovistverwandte – Phallogastraceae
            - Familie Kleinsporschwanztrüffelverwandte – Trappeaceae

          - Ordnung Stinkmorchelartige – Phallales[26]
            - Familie Gitterlingsverwandte – Clathraceae
            - Familie Claustulaceae
            - Familie Fingerpilzverwandte Lysuraceae
            - Familie Stinkmorchelverwandte – Phallaceae
            - Familie Protophallaceae

        - keiner Unterklasse zugeordnet – incertae sedis
          - Ordnung Ohrlappenpilzartige – Auriculariales
            - Familie Ohrlappenpilzverwandte – Auriculariaceae
            - Familie Hyaloriaceae[34]

          - Ordnung Pfifferlingsartige – Cantharellales[26][35]
            - Familie Aphelariaceae
            - Familie Traubenbasidienverwandte – Botryobasidiaceae
            - Familie Wachsbasidienverwandte – Ceratobasidiaceae
            - Familie Stoppelpilzverwandte – Hydnaceae
            - Familie Wachskrustenpilzverwandte – Tulasnellaceae

          - Ordnung Prachtrindenpilzartige – Corticiales[26]
            - Familie Prachtrindenpilzverwandte – Corticiaceae

          - Ordnung Blättlingsartige – Gloeophyllales[26]
            - Familie Blättlingsverwandte – Gloeophyllaceae

          - Ordnung Borstenscheiblingsartige – Hymenochaetales[26][12]
            - Familie Borstenscheiblingsverwandte – Hymenochaetaceae
            - Familie: Neoantrodiellaceae
            - Familie: Nigrofomitaceae
            - Familie: Oxyporaceae
            - Familie: Rickenellaceae
            - Familie: Spaltporlingsverwandte – (Schizoporaceae)

          - Ordnung Jaapiales[12]
            - Familie Jaapiaceae

          - Ordnung Lepidostromatales[12]
            - Familie Lepidostromataceae

          - Ordnung Stielporlingsartige – Polyporales[26]
            - Familie Baumschwammverwandte – Fomitopsidaceae
            - Familie Lackporlingsverwandte – Ganodermataceae
            - Familie Grammotheleaceae
            - Familie Riesenporlingsverwandte – Meripilaceae
            - Familie Fältlingsverwandte – Meruliaceae
            - Familie Zystidenrindenschwammverwandte – Phanerochaetaceae
            - Familie Kammpilzverwandte – Phlebiaceae[36]
            - Familie Stielporlingsverwandte – Polyporaceae
            - Familie Gluckenverwandte – Sparassidaceae
            - Familie Resupinatstachelingsverwandte – Steccherinaceae
            - Familie Lyozystidenrindenpilzverwandte – Tubulicrinaceae
            - Familie Wachshautverwandte – Xenasmataceae

          - Ordnung Täublingsartige – Russulales
            - Familie Schafporlingsverwandte – Albatrellaceae
            - Familie Amyloidschichtpilzverwandte – Amylostereaceae
            - Familie Ohrlöffelstachelingsverwandte – Auriscalpiaceae
            - Familie Bergporlingsverwandte – Bondarzewiaceae
            - Familie Stachelschichtpilzverwandte – Echinodontiaceae
            - Familie Stachelbartverwandte – Hericiaceae
            - Familie Hybogasteraceae
            - Familie Lachnocladiaceae
            - Familie Zystidenrindenpilzverwandte – Peniophoraceae
            - Familie Täublingsverwandte – Russulaceae
            - Familie Möhrentrüffelverwandte – Stephanosporaceae
            - Familie Schichtpilzverwandte – Stereaceae

          - Ordnung Stereopsidales[37]
            - Familie Stereopsidaceae

          - Ordnung Wachskrustenartige – Sebacinales
            - Familie Wachskrustenverwandte – Sebacinaceae

          - Ordnung Warzenpilzartige – Thelephorales
            - Familie Weißsporstachelingsverwandte – Bankeraceae
            - Familie Warzenpilzverwandte – Thelephoraceae

          - Ordnung Stachelsporrindenpilzartige – Trechisporales
            - Familie Hydnodontaceae

    - keiner Unterabteilung zugeordnet – incertae sedis
      - Klasse Wallemiomycetes
        - Ordnung Wallemiales

- keinem Unterreich zugeordnet
  - Abteilung Entorrhizomycota[38]
    - Klasse Entorrhizomycetes
      - Ordnung Entorrhizales

  - Abteilung Microsporidia
  - Abteilung Glomeromycota
    - Klasse Arbuskuläre Mykorrhizapilze – Glomeromycetes
      - Ordnung Archaeosporales
      - Ordnung Diversisporales
      - Ordnung Jochtrüffelartige – Glomerales
      - Ordnung Paraglomerales

  - keiner Abteilung zugeordnet – incertae sedis
    - Unterabteilung Mucoromycotina
      - Ordnung Mucorales
      - Ordnung Endogonales
      - Ordnung Mortierellales

    - Unterabteilung Entomophthoromycotina
      - Ordnung Fliegentöterpilzartige – Entomophthorales

    - Unterabteilung Zoopagomycotina
      - Ordnung Zoopagales

    - Unterabteilung Kickxellomycotina
      - Ordnung Kickxellales
      - Ordnung Dimargaritales
      - Ordnung Harpellales
      - Ordnung Asellariales

## Wissenschaftliche Namenskonventionen
Bei den Pilzen enden gemäß dem Internationalen Code der Nomenklatur für Algen, Pilze und Pflanzen (ICN) die Namen der einzelnen Ränge mit folgenden Suffixen der systematischen Hierarchie – von der Ordnung abwärts gleichen die Suffixe denen der Pflanzen:
| Rang           | Suffix      |
| -------------- | ----------- |
| Abteilung      | -mycota     |
| Unterabteilung | -mycotina   |
| Klasse         | -mycetes    |
| Unterklasse    | -mycetideae |
| Ordnung        | -ales       |
| Unterordnung   | -ineae      |
| Familie        | -aceae      |
| Unterfamilie   | -oideae     |
| Tribus         | -eae        |
| Untertribus    | -inae       |

## Deutsche Namenskonventionen
Die deutsche Nomenklatur basiert vorwiegend auf den Gattungsbezeichnungen im „Abbildungsverzeichnis europäischer Großpilze“. Höhere Taxa bauen darauf auf. Familien sind durch die Endung „-verwandte“ und Ordnungen durch die Endung „-artige“ gekennzeichnet – nachstehend ein Beispiel:
| Rang    | Deutscher Name        | Wissenschaftlicher Name |
| ------- | --------------------- | ----------------------- |
| Ordnung | Pfifferlingsartige    | Cantharellales          |
| Familie | Pfifferlingsverwandte | Cantharellaceae         |
| Gattung | Pfifferlinge          | Cantharellus            |